# Chalinolobus neocaledonicus
Chalinolobus neocaledonicus е вид прилеп от семейство Гладконоси прилепи (Vespertilionidae). Видът е застрашен от изчезване.

## Разпространение
Разпространен е в Нова Каледония.

## Описание
Популацията на вида е намаляваща.